# Гідо Ді Телла
Гідо Хосе Маріо Ді Телла (12 червня 1931 — 31 грудня 2001) — аргентинський економіст, урядовець та дипломат. Міністр закордонних справ Аргентини (1991—1999).

## Життєпис
Народився 12 червня 1931 року в Буенос-Айресі в сім'ї Торкуато Ді Телья, італійського іммігранта, який став відомим промисловцем в Аргентині. Його компанія Siam di Tella виробляла промислову і побутову техніку. У 1955 році закінчив Університет Буенос-Айреса та очолив сімейну промислову компанію, на якій працювало 5000 осіб. Він також захопився політикою, ставши співзасновником християнсько-демократичної партії Аргентини в 1954 році. У 1959 році закінчив Массачусетський технологічний інститут, де здобув ступінь доктора економічних наук.
У Аргентині, він разом зі своїм старшим братом Торкуато заснував освітній і культурний фонд — Інститут Торкуато Ді Телла. На той час Гідо Ді Телла став прихильником колишнього президента-популіста Хуана Перона. Викладаючи в своїй альма-матер і в аргентинському католицькому університеті, він також допоміг спонукати Інститут Ді Телла стати провідним спонсором місцевого авангардного руху в мистецтві у 1960-х роках. Підтримка Перона привела його до недовгого вигнання з Аргентини на початку 1970-х років, тоді він став запрошеним науковим співробітником коледжу Святого Антонія в Оксфордському університеті.
Ді Телла був в оточенні Перона під час короткого візиту до Аргентини старіючого лідера у листопаді 1972 року, який був йому дозволений напередодні загальних виборів 1973 року. Після смерті Перона у 1974 році його вдова і спадкоємиця Ісабель Мартінес де Перон призначила Ді Телла на посаду заступника міністра економіки, яку він займав аж до перевороту у березні 1976 року, коли повалили Ісабель Перона. Потім Ді Телла провів кілька років у вигнанні в Оксфорді, де він написав книгу про свій досвід. Повернувшись до Аргентини в 1989 році, він ніколи не розривав зв'язки з містом і університетом, продовжував утримувати там будинок, у який приїжджав щороку.
У 1989 році до влади прийшов Карлос Менем, обраний на посаду президента Аргентини, який повернув Ді Телла на посаду заступника міністра економіки при Мігелі Роїг. А через кілька днів після смерті літнього Роїг він був призначений послом Аргентини у США. Перестановка в кабінеті міністрів у лютому 1991 року призвела до того, що Ді Телла змінив Домінго Кавальо на посаді міністра закордонних справ. Кавальо був призначений міністром економіки, на цій посаді він ініціював зближення Аргентини з Великою Британією та США. Дипломатичні відносини з Великою Британією були відновлені у лютому 1990 року, Аргентина взяла участь в операції «Буря в пустелі» в ході війни в Перській затоці.
Ді Телла провів перебудову аргентинської зовнішньої політики по відношенню до «Вашингтонському консенсусу», змалювавши в загальних рисах нову ідею США і Аргентини, яку міністр закордонних справ назвав «плотськими відносинами». Зусилля Ді Телли привели до того, що у 1997 році президент США Білл Клінтон ухвалив рішення призначити Аргентину великим союзником поза НАТО.
Йому вдалося встановити нові відносини з Великою Британією і підписати знаменні угоди про комерційну співпрацю, щодо виключної економічної зони навколо Фолклендських островів з міністром закордонних справ Великої Британії Дугласом Хердом у листопаді 1991 року.
5 грудня 1991 року за його каденції на посаді Міністра закордонних справ Аргентина визнала незалежність України. У листопаді 1996 року відвідав Київ з офіційним візитом, де зустрівся з Президентом України Леонідом Кучмою та Міністром закордонних справ України Геннадієм Удовенко.
31 грудня 2001 року помер після перенесеного інсульту.